# Jean-Marc Vernes
Jean-Marc Vernes (3 juillet 1922 à Paris - 4 avril 1996 à Paris,) est un financier français.

## Biographie

### Famille
Fils de Robert Vernes, président de Roux-Combaluzier, et d'Édith Pacquement, il obtient le bac comme seul diplôme, la guerre interrompant ses études, et se lie d'amitié avec Renaud de La Genière dans la Résistance.

### Carrière professionnelle
En 1945, après la fin de la guerre, il intègre la banque familiale dirigée par son oncle Pierre Vernes et acquiert au fur et à mesure les parts de ses cousins. Il transforme la banque en société anonyme en 1969 et en prend ainsi les fonctions de président-directeur général, qui devait revenir à l'origine à son cousin.
Se rapprochant de Ferdinand Béghin, qui n'a que le baccalauréat et dont il devient l'ami et conseiller, la banque Vernes assure l'introduction en bourse du groupe Béghin en 1956. Jean-Marc Vernes le conseille pour l'absorption de la société Say en 1973, terme logique d'une bataille qui avait commencé en 1967 par une OPA. Ferdinand Béghin a trois gendres et ne veut pas les voir lui succéder. Plus tard, il ressent avec amertume la cession par sa famille du contrôle de BS à des raffineurs étrangers lors de cette OPA, ou la montée au capital de la Compagnie financière de Suez et de la Banque Vernes et Commerciale de Paris, à l'occasion de cette phase de croissance.
Jean-Marc Vernes en devient administrateur-directeur général adjoint, se charge de finaliser la fusion avec le groupe Say, puis administrateur général de Béghin-Say en 1972. Il se pose alors « en pur manager, attentif à la seule gestion, étranger aux querelles de clan et indifférent à la défense des patrimoines ». Seuls lui et Claude Descamps sont alors administrateurs d'autres sociétés dominantes et quatre des autres administrateurs sont apparentés à la famille Beghin: Pierre Malle a épousé Françoise Béghin, sœur de Ferdinand Béghin, Claude Descamps a épousé Jenny Béghin, fille de Joseph Béghin et Etienne Pollet a épousé une fille de Joseph Béghin. Rencontrant Marcel Dassault, il fusionne sa banque avec la Banque commerciale de Paris en 1972, prenant ainsi le nom de Banque Vernes et commerciale de Paris.
C'est seulement en 1977 que Jean-Marc Vernes devient officiellement PDG de Beghin-Say. Il n'en quittera la direction en 1992
En 1981, il s'oppose publiquement au programme du Parti socialiste et voit la banque familiale dans celles nationalisées l'année suivante. S'appuyant sur les indemnités de près de cent millions de francs, il constitue la Société centrale d'investissement, avec la famille Dassault, Air liquide et Edmond de Rothschild, dont il contrôle le tiers, et acquiert la Banque industrielle et commerciale du Marais.
Avec son ami Ambroise Roux, qui a pris la tête de la croisade contre les nationalisations et approche Mitterrand, il fonde l'AFEP (Association française des entreprises privées) et les deux hommes seront les plus influents dans les privatisations quatre ans après.
En 1986, il œuvre auprès de Jacques Chirac, nouveau premier ministre, dont il est très proche, pour Serge succède à son père Marcel, dans la famille Dassault.
À partir de là, il a œuvré aux premières privatisations de Jacques Chirac, opérées par le cabinet de Camille Cabana, ministre délégué sous tutelle d’Édouard Balladur, ministre de l’Économie, des Finances et des Privatisations, au sein d'un « comité informel, requis pour mettre le pays sur les rails du libéralisme », en tant que « grand patron dynastique », où il fait fructifier son art de cultiver les relations, associé à « un pilier du patronat Ambroise Roux et la génération des nouveaux managers, dont Jean-Marie Messier, Jacques Friedmann, François Heilbronner, Jean Dromer »,. La presse évoque alors un petit groupe "informel et confidentiel" d'hommes d'affaires, réunissant le trio Ambroise Roux, Jean-Marc Vernes et Jacques Friedman dont Vernes est le plus influent dans les ministères concernés, d'autres sources évoquant le duo Vernes-Roux.
Il succède en juin 1989 à Jack Francès à la direction du groupe d'assurances Victoire.

## Distinctions
- Commandeur de la Légion d'honneur[12]

## Pour approfondir